# Serie de antología
Una serie de antología es una serie de radio o televisión que presenta una historia y un grupo de personajes diferente en cada episodio o temporada. Estas series suelen ser denominadas como telenovelas al tener un elenco diferente en cada emisión, pero algunas series del pasado, como Four Star Playhouse, emplearon una troupe permanente de actores que aparecían en un episodio diferente en cada emisión. Algunas series de antología, como Studio One, comenzaron en la radio y luego se expandieron a la televisión.

## Radio
Muchos programas de radio populares e históricos fueron series de antología. En algunas series, como Inner Sanctum Misteries, el único elemento que se repetía era el presentador, quien introducía y concluía cada presentación dramática. Uno de los programas más tempranos en este formato fue The Collier Hour, transmitido en la NBC Blue Network entre 1927 y 1932. Siendo la primera antología dramática mayor de la radio, adaptaba historias y seriales desde Collier's Weekly en una jugada atinada para incrementar subscripciones y competir con el matutino The Saturday Evening Post. Emitido el miércoles anterior a la distribución semanal de la revista, el programa rápidamente se movió a los domingos para evitar spoilers con dramatizaciones de historias que aparecían simultáneamente en la revista.

### Géneros
Las series de antología radiales abarcaban temas de ciencia ficción, terror, suspenso y misterio. Los siguientes programas fueron producidos en Estados Unidos, excepto donde se indica:
- Mystery House (1929–c.1944)
- The Witch's Tale (1931–38)
- Lights Out (1934–47)
- The Hermit's Cave (1935–c.1945)
- Famous Jury Trials (1936–1949)
- Dark Fantasy (1941–42)
- Inner Sanctum Mysteries (1941–52)
- The Whistler (1942–55)

- Suspense (1942–62)
- The Mysterious Traveler (1943–52)
- Creeps by Night (1944)
- Mystery Playhouse (1944)
- The Strange Dr. Weird (1944–45)
- The Haunting Hour (1944–46)
- The Sealed Book (1945)
- Mystery in the Air (1945–47)
- The Weird Circle (1946–47)
- Quiet, Please! (1947–49)
- Escape (1947–54)
- The Unexpected (1948)
- Hall of Fantasy (1949–53)
- 2000 Plus (1950–52)
- Dimension X (1950–51)
- ABC Mystery Theater (1951–1954)
- Sleep No More (1952–56)
- Theater 10:30 (1955) (Canadiense)
- X Minus One (1955–58)

El episodio final de Suspense fue emitido el 30 de septiembre de 1962, fecha que se considera como el final de la edad de oro de la radio. Sin embargo, desde 1962 se produjeron otras series:
- The Black Mass (1963–67)
- The Creaking Door (1964–65) (Sudáfrica)
- Beyond Midnight (1968–69) (Sudáfrica)
- The Zero Hour (1973–74)
- CBS Radio Mystery Theater (1974–82)
- Nightfall (1980–83) (Canadiense)
- The Cabinet of Dr. Fritz (1984–85)
- 2000X (2000)
- The Twilight Zone (2002–03)

## Televisión
En la historia de la televisión, los dramas de antología en vivo fueron especialmente populares durante la Era Dorada de la televisión de la década de 1950 con series como The United States Steel Hour y The Philco Television Playhouse. En Colombia en los años 1980, R.T.I. produjo El Cuento del Domingo con historias semanales, generalmente, de suspenso.
Y tanto cuentos de Los Hermanos Grimm cómo La Rosa de Guadalupe 
En 2011, American Horror Story debutó como un nuevo formato de series de antología en los Estados Unidos. Cada temporada, en lugar de cada episodio, es una historia independiente aunque suelen tener conexiones para hacer mucho más robusto el universo. 

Logo de American Horror Story en alto contraste

Varios actores aparecen en las subsiguientes temporadas interpretando personajes diferentes, rememorando el formato de Four Star Playhouse. Por ejemplo Kathy Bates en la temporada tres interpreta a Delphine LaLaurie, en la cuarta a una mujer barbuda y en la quinta a una gerente de hotel vampiro.
El éxito de American Horror Story ha inspirado a otras series de antología por temporadas como American Crime Story, Fargo y True Detective. Charlie Brooker, creador de Black Mirror (2011–) declaró sobre su serie «cada episodio tiene un tono diferente, un entorno diferente, incluso una realidad diferente, pero todos son acerca de la forma en que vivimos ahora, y la forma en la que podríamos estar viviendo en diez minutos si somos torpes».